# Jakob Pöltl

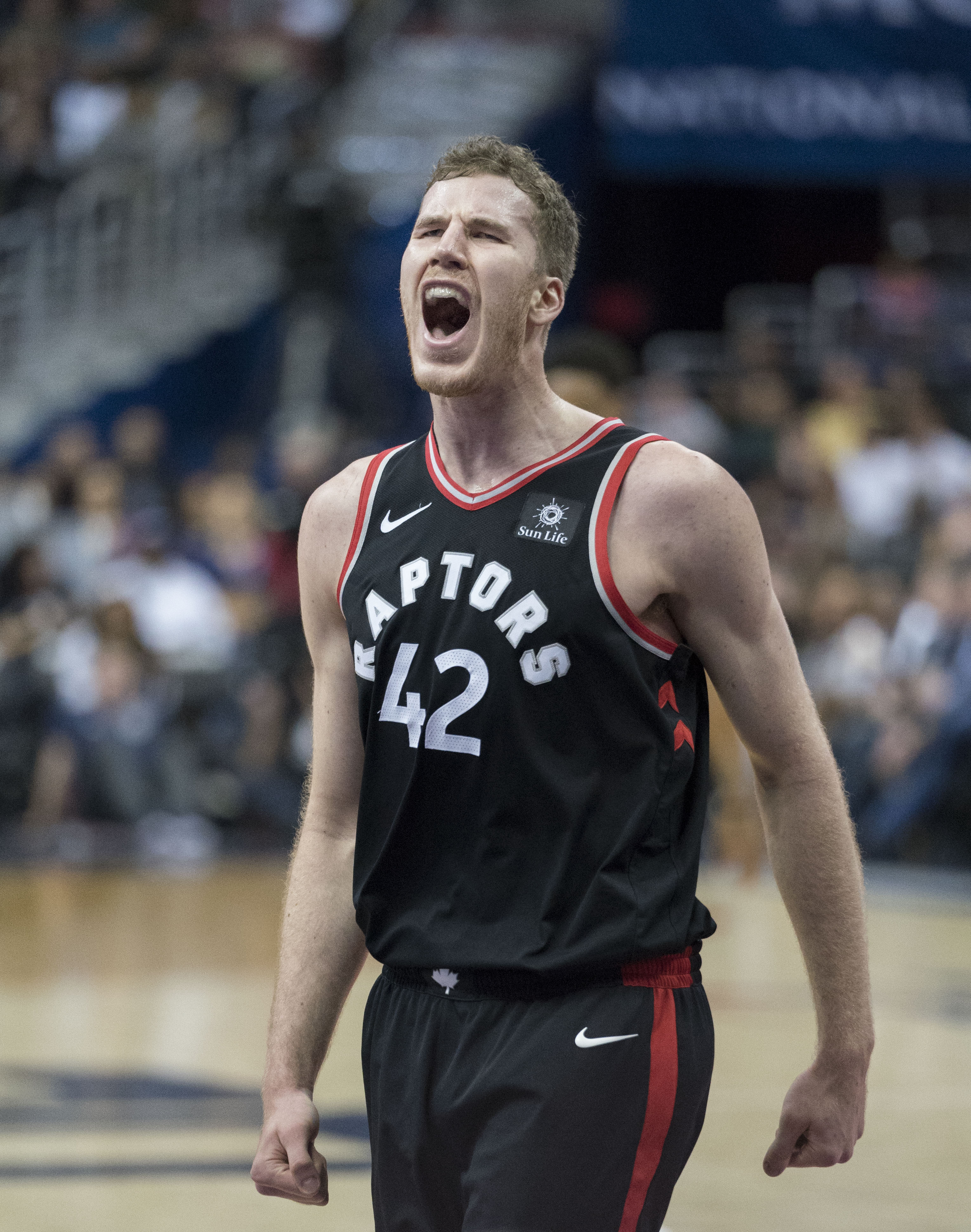
Jakob Pöltl, 2018.

Jakob Pöltl, född 15 oktober 1995 i Wien, är en österrikisk professionell basketspelare (C) som spelar för Toronto Raptors i National Basketball Association (NBA). Han har tidigare spelat för San Antonio Spurs.
Pöltl draftades av Toronto Raptors i första rundan i 2016 års draft som nionde spelare totalt.
Han har studerat vid University of Utah och spelade för deras idrottsförening Utah Utes.